# Clara Maria da Pomerânia-Barth
Clara Maria da Pomerânia-Barth (Franzburg, 10 de julho de 1574 – Hitzacker, 19 de fevereiro de 1623) foi uma nobre alemã. Ela foi duquesa de Meclemburgo-Schwerin pelo seu primeiro casamento com Sigismundo Augusto de Meclemburog-Schwerin, e duquesa de Brunsvique-Dannenberg-Hitzacker como esposa de Augusto de Brunsvique-Luneburgo.

## Família
Clara Maria foi a primeira filha e segunda criança nascida de Bogislau XIII, Duque da Pomerânia e de Clara de Brunsvique-Luneburgo.
Os seus avós paternos foram Filipe I, Duque da Pomerânia e Maria da Saxônia. Os seus avós maternos foram Francisco, Duque de Brunsvique-Luneburgo e Clara de Saxe-Lauemburgo.
Ela teve um irmão mais velho, Filipe II, marido de Sofia de Eslésvico-Holsácia-Sonderburgo, e cinco irmão mais novos: Francisco, marido de Sofia da Saxônia, Bogislau XIV, marido de Isabel de Eslésvico-Holsácia-Sonderburgo, o duque Jorge, Ulrico, administrador do Bispado de Cammin, casado com Edviges de Brunsvique-Volfembutel, e Ana, esposa de Ernesto de Cröy.

## Biografia
Aos 19 anos de idade, Clara Maria se casou com Sigismundo Augusto, que tinha por volta de 33 anos, na cidade de Barth. Ele era filho de João Alberto I, Duque de Meclemburgo-Schwerin e de Ana Sofia da Prússia. Devido a sua suposta "mente fraca", ele foi efetivamente deserdado pelo testamento do pai, e ganhou uma pensão de 6.000 florins, embora tenha recebido o direito de viver nas cidades de Strelitz, Mirow e Ivenack, mas sem poder governá-las. O casal morou em Ivenack por sete anos, até a morte de Sigismundo Augusto em 5 de setembro de 1600. Eles não tiveram filhos.
Sete anos depois, em 13 de dezembro de 1607, em Strelitz, Clara Maria se casou com Augusto, Senhor de Hitzacker, filho de Henrique, Duque de Brunsvique-Dennenberg e de Úrsula de Saxe-Lauemburgo. O casal teve dois filhos natimortos.
A duquesa faleceu em 19 de fevereiro de 1623, aos 48 anos de idade, e foi enterrada na Igreja de Danneberg.
Após a morte da esposa, Augusto se casou mais duas vezes: primeiro com Sofia Doroteia de Anhalt-Zerbst, com quem teve cinco filhos, e por fim com Sofia Isabel de Meclemburgo-Güstrow, com quem teve três filhos.

## Descendência
- Filha (n. e m. 17 de abril de 1609)
- Filho (n. e m. 10 de maio de 1610)